# Línea 126 (EMT Madrid)
La línea 126 de la EMT de Madrid une la estación de Nuevos Ministerios con el Barrio del Pilar.

## Características
Esta línea da servicio a la parte sur del Barrio del Pilar, teniendo la cabecera periférica común con la línea 147. A diferencia de ésta, que también pasa por Nuevos Ministerios, la línea 126 no llega al centro de Madrid, y en su recorrido hacia el Barrio del Pilar, pasa por los barrios de Estrecho y Valdezarza en vez de hacerlo por la Plaza de Castilla.

### Frecuencias
| Lunes a viernes laborables |               |
| De 6:00 a 7:00             | 11-13 minutos |
| De 7:00 a 20:00            | 9-13 minutos  |
| De 20:00 a 23:00           | 11-20 minutos |
| Sábados laborables         |               |
| De 6:00 a 11:00            | 13-30 minutos |
| De 11:00 a 20:00           | 13-15 minutos |
| De 20:00 a 23:00           | 15-20 minutos |
| Domingos y festivos        |               |
| De 7:00 a 11:00            | 15-30 minutos |
| De 11:00 a 20:00           | 16-18 minutos |
| De 20:00 a 23:00           | 16-21 minutos |

## Recorrido y paradas

### Sentido Barrio del Pilar
La línea inicia su recorrido en la dársena situada bajo el puente que une la calle de Raimundo Fernández Villaverde con la calle Joaquín Costa pasando sobre el Paseo de la Castellana, junto a la estación de Nuevos Ministerios. Desde aquí sale por el Paseo de la Castellana en dirección norte, que recorre hasta la intersección con la calle del General Yagüe, que toma girando a la izquierda.
A continuación, la línea recorre entera esta calle, siguiendo de frente al final por la calle Lope de Haro, que recorre igualmente entera siguiendo al final por la calle de Francos Rodríguez. Abandona la calle de Francos Rodríguez girando a la derecha por la Avenida del Santo Ángel de la Guarda, que recorre entera al igual que su continuación, la calle del Alcalde Martín de Alzaga. Al final, gira a la derecha por la calle de Antonio Machado.
Recorre la calle de Antonio Machado hasta la glorieta donde se cruza con la calle de Sinesio Delgado, que toma en dirección este hasta la Glorieta de Piedrafita del Cebrero. Desde esta glorieta toma la Avenida de Betanzos, que recorre hasta girar a la izquierda por la calle de La Bañeza, donde tiene su cabecera cerca de la estación de Peñagrande.
| Código | Parada                                                        | Común con     | Conexiones con Metro y Cercanías | Otros |
| ------ | ------------------------------------------------------------- | ------------- | -------------------------------- | ----- |
| 3570   | NUEVOS MINISTERIOS (Bajo puente C/ Raimundo Fdez. Villaverde) |               | Nuevos Ministerios               |       |
| 50     | Nuevos Ministerios-Centro Comercial                           | 27 40 147 150 | Nuevos Ministerios               |       |
| 47     | Azca                                                          | 27 40 147 150 |                                  |       |
| 42     | Lima-Santiago Bernabéu                                        | 27 40 147 150 | Santiago Bernabeu                |       |
| 44     | Santiago Bernabéu                                             | 27 40 147 150 | Santiago Bernabeu                |       |
| 39     | Castellana-Rafael Salgado                                     | 27 40 147     |                                  |       |
| 37     | Castellana-San Germán                                         | 27 40 147     |                                  |       |
| 1913   | Joan Maragall-San Germán                                      | 5             |                                  |       |
| 3238   | Orense-San Germán                                             |               |                                  |       |
| 1857   | Infanta Mercedes                                              | 3             |                                  |       |
| 1572   | Bravo Murillo-Lope de Haro                                    | 64 128        | Estrecho                         |       |
| 1573   | Francos Rodríguez-Villaamil                                   | 64 128        |                                  |       |
| 1575   | Francos Rodríguez-Numancia                                    | 64 128        |                                  |       |
| 1577   | Metro Francos Rodríguez                                       | 64 127 132    | Francos Rodríguez                |       |
| 1643   | Santo Ángel de la Guarda-General Cadenas                      | 127 132       |                                  |       |
| 1645   | Santo Ángel de la Guarda-Arciniega                            | 127 132       |                                  |       |
| 1647   | Martín Alzaga-Altea                                           | 127 132       |                                  |       |
| 1649   | Martín Alzaga-Artajona                                        | 127 132       |                                  |       |
| 1651   | Antonio Machado-Isla de Oza                                   | 127 132       |                                  |       |
| 3241   | Antonio Machado-Sinesio Delgado                               |               |                                  |       |
| 3243   | Sinesio Delgado-Doroteo Benache                               |               |                                  |       |
| 1542   | Piedrafita del Cebrero                                        | 49 128        |                                  |       |
| 1503   | Betanzos-Fernández Almagro                                    | 42 49 128     |                                  |       |
| 1505   | Betanzos-La Bañeza                                            | 42 49 128 147 |                                  |       |
| 1507   | La Bañeza-Ponferrada                                          | 42 147        |                                  |       |
| 1785   | BARRIO DEL PILAR (C/ La Bañeza, 34)                           | 147           | Peñagrande                       |       |

### Sentido Nuevos Ministerios
Desde su cabecera en la calle de La Bañeza, la línea gira a la derecha por la Vereda de Ganapanes, que abandona en el siguiente cruce girando de nuevo a la derecha por la Avenida de Monforte de Lemos. Recorre entonces esta avenida hasta girar a la derecha por la Avenida de Betanzos.
A partir de aquí el recorrido de vuelta es igual al de ida pero en sentido contrario exceptuando el paso por Lope de Haro, que lo hace por las calles de Francos Rodríguez y Bravo Murillo.
| Código | Parada                                                        | Común con       | Conexiones con Metro y Cercanías | Otros |
| ------ | ------------------------------------------------------------- | --------------- | -------------------------------- | ----- |
| 1785   | BARRIO DEL PILAR (C/ La Bañeza, 34)                           | 147             | Peñagrande                       |       |
| 1786   | Monforte de Lemos-Ganapanes                                   | 132 137 147 179 |                                  |       |
| 1506   | Betanzos-La Bañeza                                            | 42 49 128 147   |                                  |       |
| 1504   | Betanzos-Fernández Almagro                                    | 42 49 128       |                                  |       |
| 1543   | Piedrafita del Cebrero                                        | 49 128          |                                  |       |
| 3244   | Sinesio Delgado-Doroteo Benache                               |                 |                                  |       |
| 3242   | Antonio Machado-Sinesio Delgado                               |                 |                                  |       |
| 4643   | Antonio Machado-Sinesio Delgado                               | 127 132         |                                  |       |
| 1652   | Antonio Machado-Isla de Oza                                   | 127 132         |                                  |       |
| 1650   | Martín Alzaga-Artajona                                        | 127 132         |                                  |       |
| 1648   | Martín Alzaga-Altea                                           | 127 132         |                                  |       |
| 1646   | Santo Ángel de la Guarda-Arciniega                            | 127 132         |                                  |       |
| 1644   | Santo Ángel de la Guarda-General Cadenas                      | 127 132         |                                  |       |
| 1578   | Metro Francos Rodríguez                                       | 64 127 132      | Francos Rodríguez                |       |
| 1576   | Francos Rodríguez-Numancia                                    | 64 128          |                                  |       |
| 1574   | Francos Rodríguez-Villaamil                                   | 64 128          |                                  |       |
| 5224   | Francos Rodríguez-Estrecho                                    |                 |                                  |       |
| 1571   | Estrecho                                                      | 64 66 124 128   | Estrecho                         |       |
| 2647   | Bravo Murillo-Lope de Haro                                    | 66 124          |                                  |       |
| 3240   | Infanta Mercedes                                              |                 |                                  |       |
| 3239   | Orense-San Germán                                             |                 |                                  |       |
| 1912   | Joan Maragall-San Germán                                      | 5               |                                  |       |
| 38     | Castellana-Rafael Salgado                                     | 27 40 147       |                                  |       |
| 5265   | Lima-Santiago Bernabéu                                        |                 | Santiago Bernabéu                |       |
| 5266   | Azca                                                          |                 |                                  |       |
| 3570   | NUEVOS MINISTERIOS (Bajo puente C/ Raimundo Fdez. Villaverde) |                 | Nuevos Ministerios               |       |

## Galería de imágenes

Mapa zonal de la estación de metro de Santiago Bernabeu con los recorridos de las líneas de autobuses, entre las que aparece el 126.